# Zone biogéographique
Une zone biogéographique désigne en biogéographie une zone géographique climatiquement et écologiquement relativement homogène du point de vue des formations végétales et des températures.
C'est une unité écologique des systèmes de classification écologique des terres.

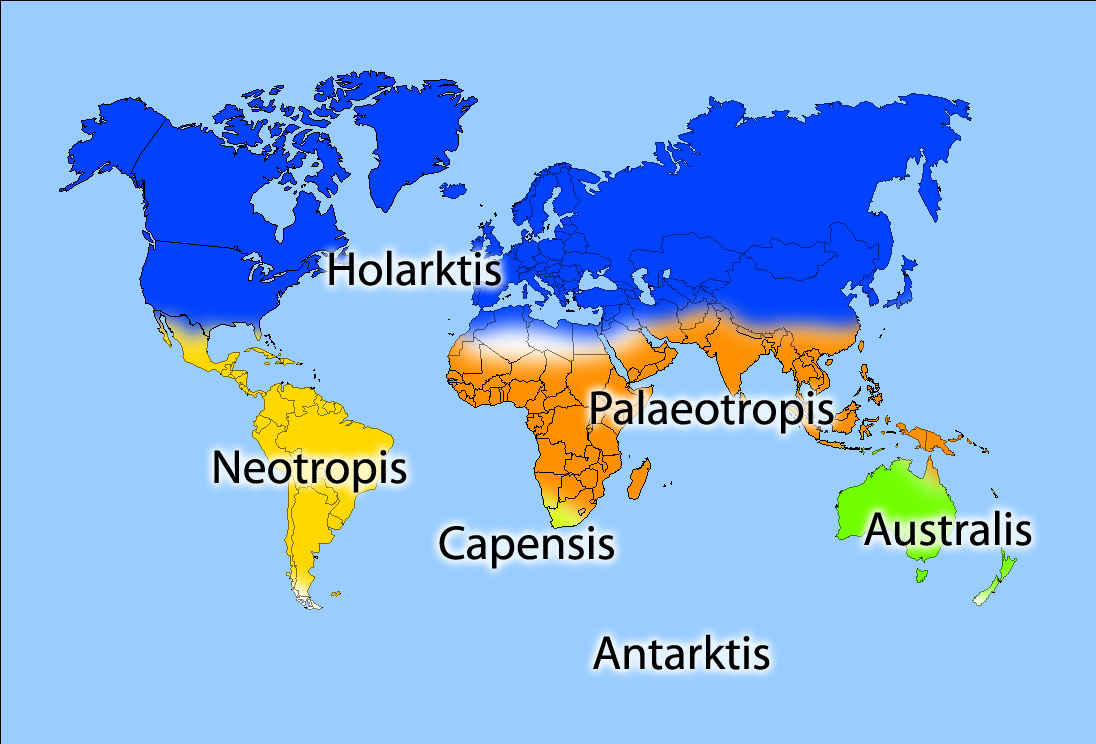
Régions floristiques terrestres.

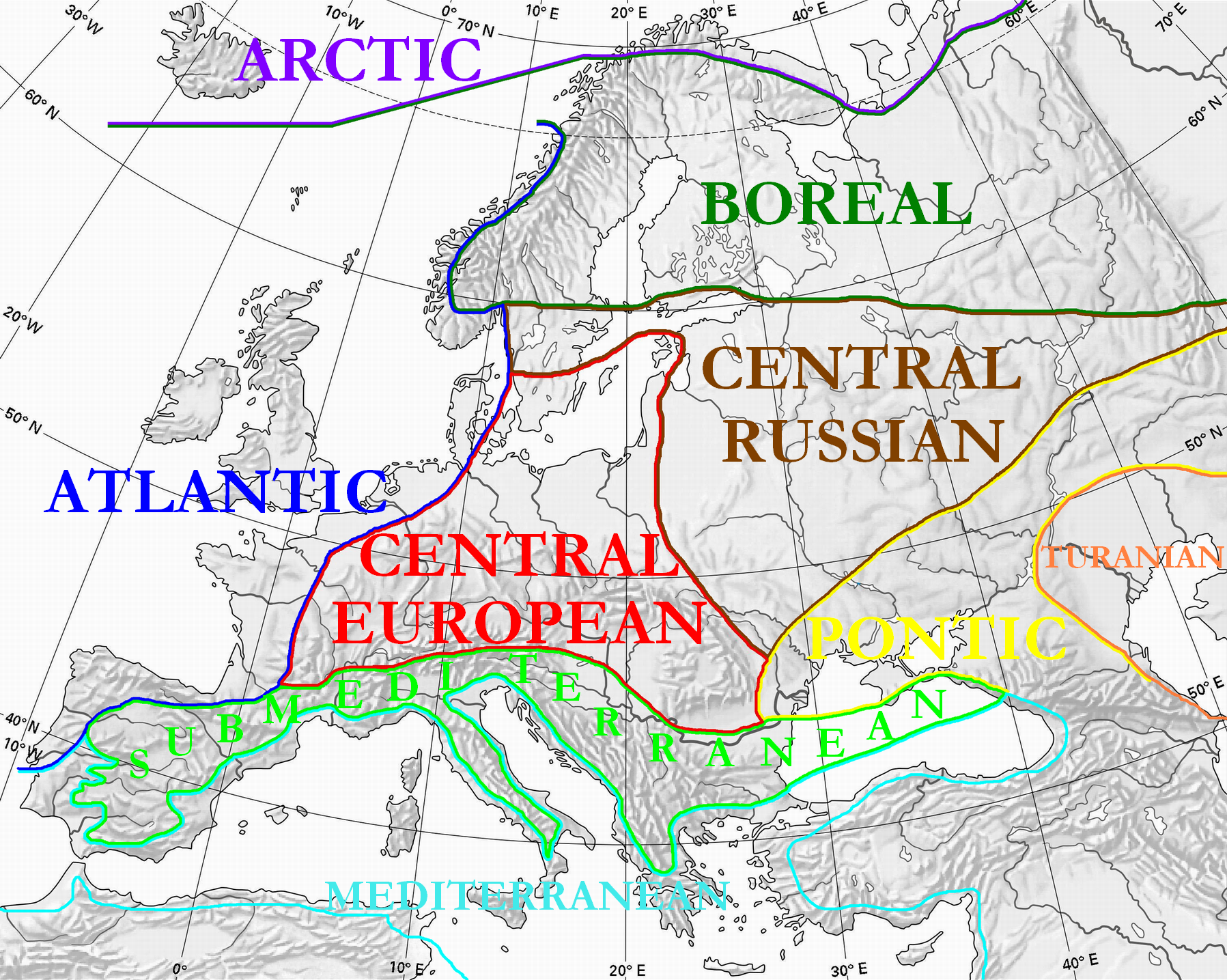
Grandes régions floristiques (Phytochorion) d'Europe, d'après Wolfgang Frey et Rainer Lösch.

Écoprovinces européennes.

| Les huit grandes écozones biogéographiques           |                                                |                                                |
| - Écozone néarctique - Écozone néotropique           | - Écozone paléarctique - Écozone afrotropicale | - Écozone Indomalaise - Écozone australasienne |
| - Écozones océanienne et antarctique non apparentes. |                                                |                                                |

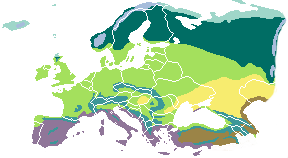
Biomes d'Europe et des régions périphériques :
toundra, toundra alpine, taïga, forêt de montagne, forêt caducifoliée tempérée, forêt méditerranéenne, steppe tempérée, steppe aride.

Dans une approche écologique, la biogéographie divise la planète en grands biomes ou bien en écozones, puis en provinces biogéographiques ou écoprovinces, puis en écosystèmes, et en habitats.
L'Europe est par exemple généralement subdivisée en 5 grandes zones biogéographiques (septentrionale, méridionale, occidentale, orientale, centrale) ou de manière un peu plus détaillée en écoprovinces.
Ces zones évoluent dans le temps au rythme des phases glaciaires et interglaciaires.
L'étude des fossiles et l'archéopaléontologie ou pour les périodes plus récentes l'archéologie du paysage permettent notamment d'étudier ou évaluer l'impact des changements climatiques sur la faune, la flore, les paysages et leurs interrelations.

## Une terminologie complexe
Selon le contexte considéré en biogéographie et les disciplines alors concernées (géographie, géologie, paléontologie, océanographie, écologie, botanique, zoologie, biologie de la conservation), différents éléments peuvent être assimilés à des zones biogéographiques.
- dans un système géographique : les continents et les océans
- dans un système géologique : les plaques lithosphériques
- dans un système chronologique : les continents et océans successifs (Pangée, Panthalassa, Gondwana, Laurasia, Téthys…) formés selon la théorie de la dérive des continents au cours des différentes époques géologiques
- dans un système écologique : les biomes subdivisés en classes et types de formations végétales
- dans un système floristique : les royaumes floraux subdivisés en sous-royaumes, régions, sous-régions, provinces ou domaines, secteurs, districts, sous-districts, stations
- dans un système faunistique : les régions zoogéographiques regroupées en empires fauniques et subdivisées en sous-régions ou provinces, domaines, secteurs, districts, stations
- dans un système unifié pour la conservation de la nature : les écozones et à plus petite échelle les écorégions terrestres, marines et d'eau douce